# Bouëx
Bouëx – miejscowość i gmina we Francji, w regionie Nowa Akwitania, w departamencie Charente.
Według danych na rok 1990 gminę zamieszkiwało 747 osób, a gęstość zaludnienia wynosiła 48 osób/km² (wśród 1467 gmin regionu Poitou-Charentes Bouëx plasuje się na 408. miejscu pod względem liczby ludności, natomiast pod względem powierzchni na miejscu 556.).